# Liga Gaúcha de Futsal de 2018
A Liga Gaúcha de Futsal de 2018 foi a segunda edição da Liga Gaúcha de Futsal, a principal competição de futsal do estado do Rio Grande do Sul. Disputada por doze equipes entre 27 de abril e 17 de dezembro, teve como vencedor o Carlos Barbosa, que derrotou o Atlântico nas finais e conquistou o seu primeiro título da competição.

## Finais

### Primeiro jogo
| 14 de dezembro de 2018 | Atlântico | 0 – 1  | Carlos Barbosa   | Caldeirão do Galo, Erechim |
| 19:00                  |           | Resumo | 10' 10"' Mithyuê |                            |

### Segundo jogo
| 14 de dezembro de 2018 | Carlos Barbosa                                    | 5-1    | Atlântico      | Centro Municipal de Eventos Sérgio Luiz, Carlos Barbosa |
| 19:00                  | Mithyuê · Marlon' · Marlon' · Douglinhas' · Pesk' | Resumo | 6'00"' Selbach |                                                         |